# Mazatepec, Morelos
Mazatepec är en kommunhuvudort i Mexiko.   Den ligger i kommunen Mazatepec och delstaten Morelos, i den sydöstra delen av landet, 80 km söder om huvudstaden Mexico City. Mazatepec ligger 968 meter över havet och antalet invånare är 4 975.
Terrängen runt Mazatepec är kuperad åt nordväst, men åt sydost är den platt. Mazatepec ligger nere i en dal. Runt Mazatepec är det ganska tätbefolkat, med 129 invånare per kvadratkilometer. Närmaste större samhälle är Xoxocotla, 13,2 km öster om Mazatepec. I omgivningarna runt Mazatepec växer huvudsakligen savannskog.